# 10-yj Oktiabr (obwód kurski)
10-yj Oktiabr lub Diesiatyj Oktiabr (ros. 10-й Октябрь) – osiedle typu wiejskiego w zachodniej Rosji, w sielsowiecie komarowskim rejonu korieniewskiego w obwodzie kurskim.

## Geografia
Miejscowość położona jest w pobliżu rzeki Mużyca, 4 km od centrum administracyjnego sielsowietu komarowskiego (Komarowka), 12,5 km od centrum administracyjnego rejonu (Korieniewo), 106 km od Kurska.

## Demografia
W 2010 r. miejscowość nie była zamieszkana.